# Ana Komnena Duka
Ana Komnena Duka (grčki: Ἄννα Κομνηνή Δούκαινα) († 4. siječnja 1286.), poznata i kao Agneza bila je grčka plemkinja te kneginja Ahaje 1258. – 1278.
Bila je kći despota Epira, Mihaela II. Komnena Duke i njegove supruge, svete Teodore, te sestra kraljice Sicilije, Helene Angeline.
Godine 1258. Ana se po prvi put u Patrasu (Πάτρα) udala za grčkog plemića francuskog podrijetla, Vilima od Ahaje te je postala kneginjom Ahaje, kneževine koja je bila najbogatija i najutjecajnija u cijeloj Grčkoj. Brak Ane i Vilima bio je snažan politički savez. Ana je bila treća supruga svoga muža te mu je rodila dvije kćeri: gospu Izabelu i gospu Margaretu od Villehardouina.
Nakon suprugove smrti, gospa Ana se udala za bogatog lorda Tebe, Nikolu, kojem nije rodila djecu. Umrla je 1286. god. te je pokopana pokraj prvog muža u crkvi svetog Jakova, u Andravidi (Ανδραβίδα).